# Tours Engie
Les Tours Engie, appelées aussi North Light et Pole Star, sont des immeubles de bureaux de style postmoderne situés dans le quartier Nord de Bruxelles, en Belgique.

## Localisation
Les tours Engie sont situées le long du boulevard Simon Bolivar dans le quartier Nord, sur le territoire de la ville de Bruxelles, juste en face du Parc Maximilien.
À l'est, la tour North Light se dresse au no 34 du boulevard Simon Bolivar, à l'angle de ce dernier et de la chaussée d'Anvers, tandis que la tour Pole Star se dresse plus à l'ouest au no 36 du boulevard Simon Bolivar.

## Historique

### Un nouveau siège pour Fortis Banque
Le 9 mars 2007, Fortis Real Estate Development acquiert à Bruxelles, le long du boulevard Simon Bolivar, le « dernier terrain de l'Espace Nord », un terrain de 1,3 hectare que CDP (la société du promoteur immobilier Charly De Pauw) détenait depuis 9 ans après l'avoir acheté à la STIB et à la Ville de Bruxelles.
CDP, qui a mené 40 ans durant l'érection des trois quarts de l'Espace Nord, revend ce terrain avec un permis d'urbanisme qui permet d'ériger 75000 m² de bureaux et minimum 6000 m² de logements et couvre déjà le premier immeuble de bureaux baptisé North Light.
Mais en 2008 survient la crise financière de 2008-2009, alors que la construction d'un nouveau siège pour Fortis Banque est en cours sur le site, selon des plans du bureau Jaspers-Eyers & Partners,.

### Le siège d'Engie - Electrabel
2008 est également l'année de la fusion de GDF et de Suez, et donc d'Electrabel : le groupe fusionné occupe à cette époque à Bruxelles 13 immeubles dispersés, relativement âgés et énergivores, et dont les baux viennent pour la plupart à échéance en 2014.
Face à la situation critique de Fortis Banque, AG Real Estate prend l'initiative de proposer l’immeuble en construction au groupe GDF Suez qui est à ce moment à la recherche d’une solution de regroupement.
Le projet « GDF Suez Tower » comporte alors la tour North Light située à l'angle du boulevard Simon Bolivar et de la chaussée d'Anvers, presque terminée, et la tour Pole Star dont les travaux de construction commencent seulement. Le groupe GDF Suez a alors recours aux services du bureau d'architecture Altiplan pour adapter le projet initial du bureau Jaspers-Eyers à ses besoins spécifiques.
La construction de l'immeuble North Light a lieu de 2008 à 2011 et celle de l'immeuble Pole Star de 2011 à 2013,. Le bureau d'ingénieurs est le bureau VK Engineering et les travaux sont effectués par THV Bolivar, la société momentanée d’entreprise générale constituée par CFE Brabant et Interbuild.
Le 11 décembre 2013, AG Real Estate vend 60 % des parts des sociétés North Light et Pole Star à Belfius Insurance, AG Real Estate souhaitant garder à long terme 40 % de cet investissement dans son portefeuille.
Le 4 octobre 2017, Belfius revend sa participation de 60 % à « La Française Real Estate Partners International », un fonds immobilier qui réunit des investisseurs sud-coréens (Samsung et Hyundai) et français,.
En juillet 2022, le fonds sud-coréen cède à son tour sa participation dans le siège d'Engie pour près de 400 millions d'euros à un fonds immobilier regroupant la Société Fédérale de Participations et d'Investissement (SFPI) et l'assureur Ethias.
Après la crise provoquée par le COVID-19, qui a généralisé le télétravail en 2020-2022, Engie - Electrabel n'utilise plus que la moitié de son siège. En conséquence, en décembre 2022, la Commission européenne annonce son intention de louer à partir de 2023 une des deux tours d'Engie, à savoir l'immeuble North Light, pour y installer la Direction Générale Traduction,,. La Commission a l'intention de rénover l'espace au cours du premier semestre 2023 afin d'emménager vers la fin de l'année 2023.

## Architecture
Les tours Engie sont deux immeubles de bureaux jumeaux de style postmoderne qui sont chacun en forme de «H»,.
Chacune des tours a une superficie de 35 474 m2 et une hauteur de 62 m, et compte 2 sous-sols de parkings, un rez-de chaussée et 14 étages, dont 13 étages de bureaux et 1 niveau technique,,,
Les deux immeubles, dont les façades combinent le fer et la pierre naturelle, sont reliés par un immeuble plus bas qui  comporte 13 étages,.
L'entrée principale se situe au milieu de l'immeuble bas, mais l'immeuble North Light possède sa propre entrée car il a été construit en premier, avant la construction du Pole Star et de l'entrée principale.

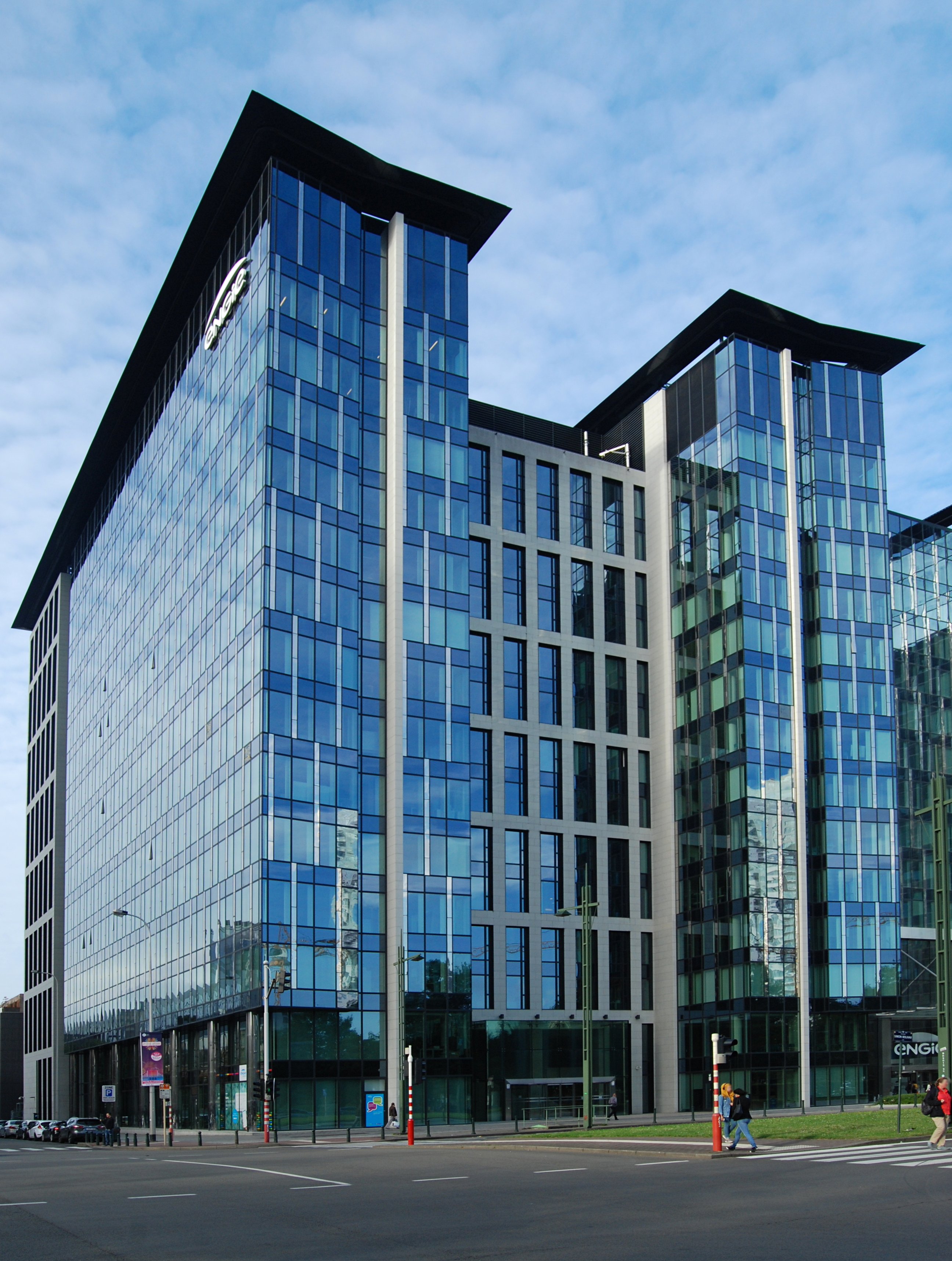
North Light.
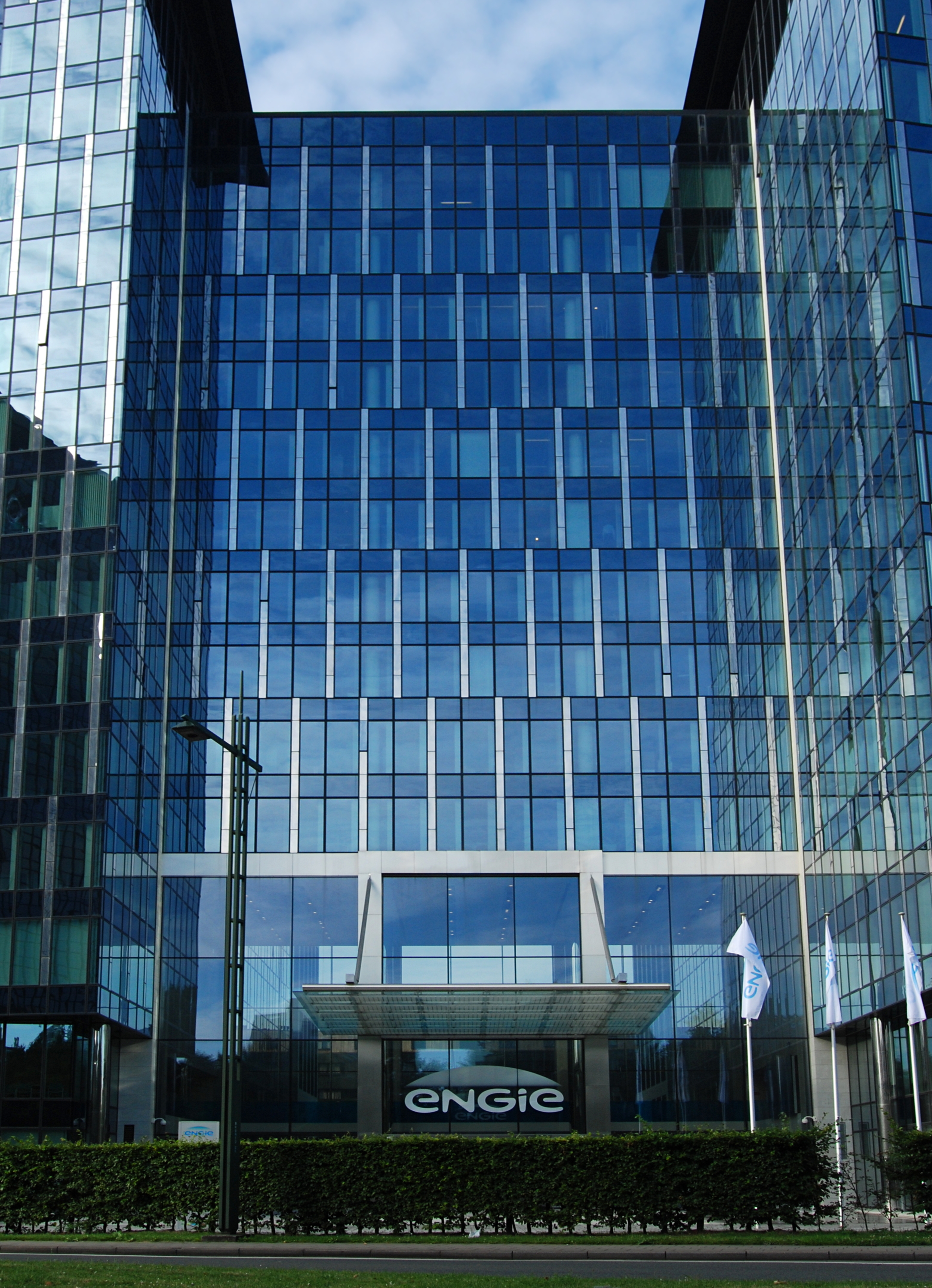
L'entrée principale.
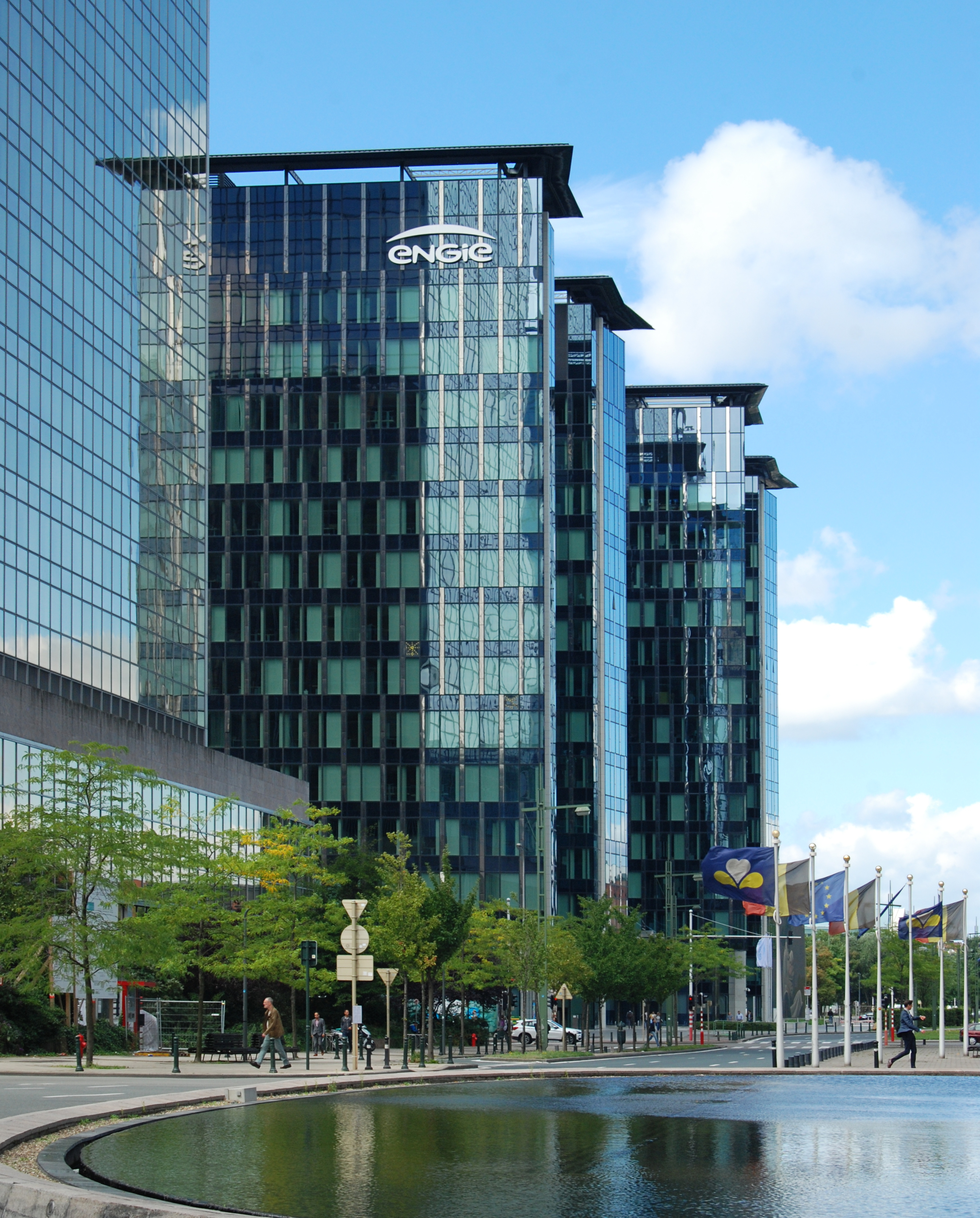
North Light et Pole Star.

## Accès
Ce site est desservi par la station de prémétro Gare du Nord.